# حدیث جابر
حدیث جابر یک حدیث مشهور است که شیعیان برای اثبات و تعیین امامت به آن تمسک می‌جویند. نام این حدیث برگرفته از نام جابر بن عبدالله انصاری، یکی از اصحاب پیامبر اسلام، است.
پیامبر در این حدیث از امام مهدی موعود هم یاد کرده است.

## متن حدیث جابر
پس از نزول آیه اطاعت، جابر بن عبدالله انصاری از پیامبر اسلام پرسید: «یا رسول‌الله، ما خدا و رسول او را شناخته‌ایم، لازم است اُولِی‌الأمر را نیز بشناسیم.» پیامبر اسلام پاسخ داد:
ای جابر، آنان جانشینان من و امامان بعد از من‌اند. نخستین آنان علی ابن ابی‌طالب است و سپس به ترتیب: حسن بن علی، حسین بن علی، علی بن حسین، محمد بن علی، که در تورات به «باقر» معروف است و تو در هنگام پیری او را خواهی دید و هر وقت او را دیدی، سلام مرا به او برسان. پس از محمد بن علی نیز به ترتیب، جعفر بن محمد، موسی بن جعفر، علی بن موسی، محمد بن علی، علی بن محمد، حسن بن علی و پس از ایشان فرزندش می‌باشد که هم‌نام (محمد) و هم‌کنیه من (ابوالقاسم) است. اوست که از نظر مردم پنهان می‌شود و غیبت او طولانی می‌گردد تا آن جا که فقط افرادی که ایمان راسخ دارند، بر عقیدهٔ به او باقی می‌مانند.

## سند حدیث جابر
این حدیث از سوی راویان مختلفی روایت شده است ، کلینی در اصول کافی سه مرجع روایتی برای این حدیث ذکر کرده است:
از محمد بن یحیی عن عبدالله بن جعفر عن الحسن بن ظریف عن بکر بن صالح عن عبد الرحمن بن سالم عن ابی بصیر عن ابی عبدالله علیه‌السّلام ...
ب. محمد بن عبدالله عن عبدالله بن جعفر عن الحسن بن ظریف عن بکر بن صالح عن عبد الرحمن بن سالم عن ابی بصیر عن ابی عبدالله علیه‌السّلام ...
ج. علی بن محمد عن صالح بن ابی حماد عن بکر بن صالح عن عبد الرحمن بن سالم عن ابی بصیر عن ابی عبدالله علیه‌السّلام ...
این حدیث در کتب اهل سنت صحیح بخاری و صحیح مسلم نیز آمده است.
در کتاب کمال‌الدین و تمام‌النعمة، شیخ صدوق سلسله راویان حدیث جابر را چنین ذکر می‌کند:
از اصحاب ما از محمّد بن همّام، از جعفر بن محمّد بن مالک الفزاری از حسن بن محمّد بن سماعة، از احمد بن الحارث، از مفضّل بن عمر، از یونس بن ظبیان، از جابر بن یزید الجعفی از جابر بن عبدالله انصاری …
در کتاب علم رجال به نام «الضعفاء من رجال الحدیث»، تألیف حسین ساعدی، چاپ ۱۴۲۶ ه‍. ق، دربارهٔ برخی از این راویان چنین آمده‌است:
- جعفر بن محمّد بن مالک الفزاری:[۷] ضعیف در حدیث، وضع کننده حدیث و فاسد المذهب است، ابن ولید، ابن نوح، شیخ صدوق، ابن غضائری و نجاشی او را تضعیف کرده‌اند، در حالیکه ابو غالب او را موثق دانسته و خصیبی و ابو القاسم کوفی او را ستوده‌اند، نویسندهٔ کتاب او را از وضع کنندگان و خلق کنندگان حدیث و غلو کنندگان می‌شمارد.[۸]
- احمد بن حارث أنماطی:[۹] او از اصحاب مفضل بن عمر جعفی بود که بعداً پیرو واقفیه شد.[۱۰]
- یونس بن ظبیان:[۱۱] غلو کننده، جداً ضعیف، کذّاب و وضع کننده حدیث که عیاشی، فضل بن شاذان، کشّی، ابن غضائری، نجاشی، علّامة، ابن داوود، جزائری، محمّد طه نجف و بهبودی او را تضعیف کرده‌اند.[۱۲]